# Holland Festival

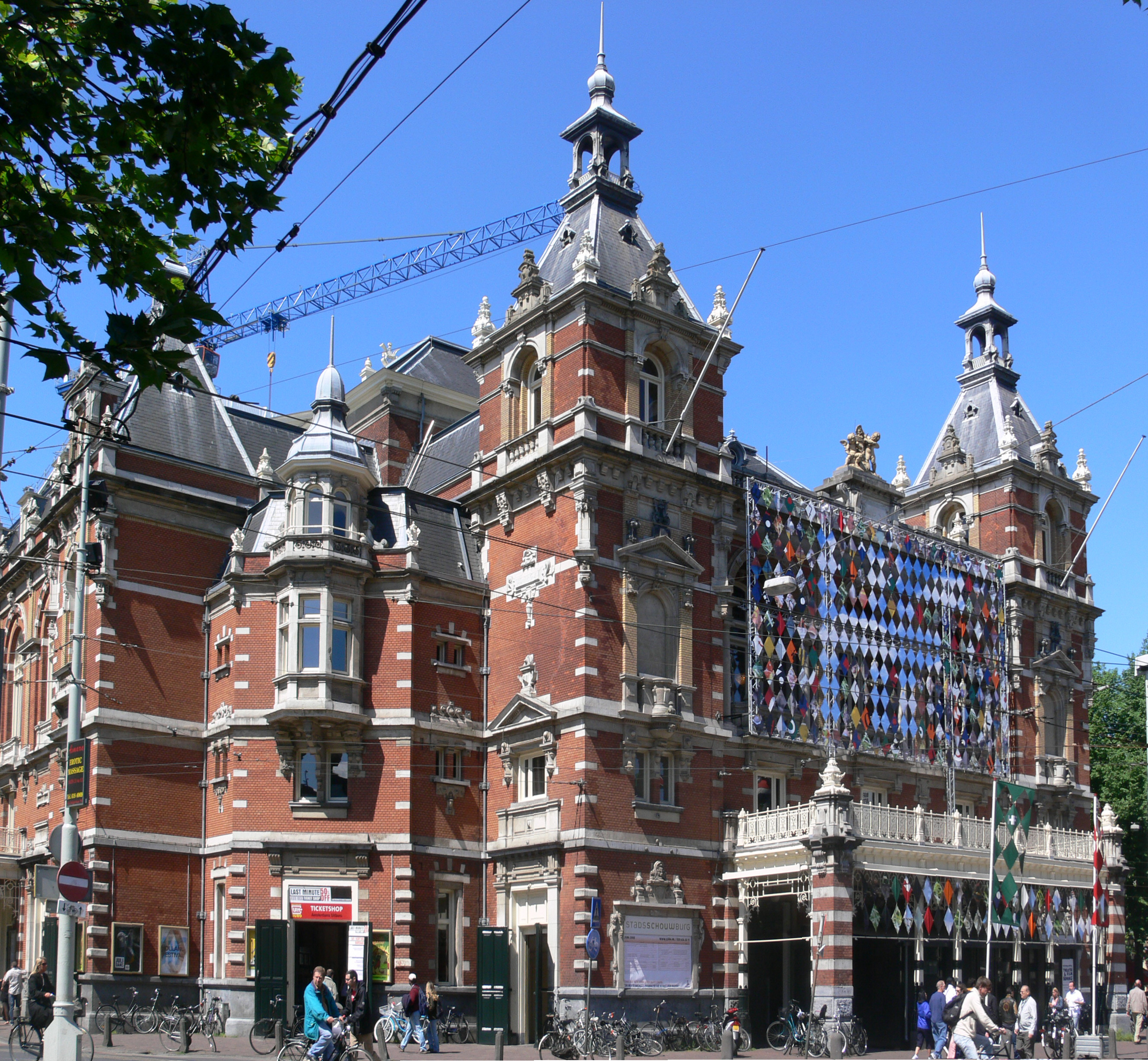
Le Stadsschouwburg (théâtre municipal) d'Amsterdam aux couleurs du Holland Festival en 2008.

Le Holland Festival (HF) est le plus grand festival international des arts de la scène aux Pays-Bas qui se passe tous les ans. Chaque année plutôt vers la fin de juin, le festival présente toutes les disciplines des arts du spectacle dans un grand nombre de lieux à Amsterdam: théâtre, musique, danse, théâtre musical, opéra et diverses formes interdisciplinaires. Ce faisant, on cherche consciemment à établir des liens avec d'autres genres, comme les arts visuels, l'art numérique et le cinéma.
Les spectacles ont lieu au Internationaal Theater Amsterdam, Nationale Opera & Ballet (Stopera), Muziekgebouw, le Concertgebouw, Carré, Westergas, Bimhuis, Frascati, Park Frankendael, ainsi que le EYE Film Instituut Nederland.

## Histoire
Le festival a été fondé en 1947. Il a présenté à la fois des artistes de renommée mondiale, comme Maria Callas pour sa première apparition aux Pays-Bas, et d'autres moins connus. Il a notamment vu la création mondiale de la version définitive du War Requiem de Benjamin Britten en 1964 et celle de l’Helikopter-Streichquartett de Karlheinz Stockhausen en 1995. Il a été le premier à présenter 200 motels-the suite en hommage à Frank Zappa en 2000 (après une tentative avortée d'avoir Zappa lui-même au festival 1981).
Depuis 2005, le festival comporte des séries d'événements « off » nommées EarFuel, EyeFuel et MindFuel. Les inititatives pour attirer un nouveau public comprennent des concerts de musique non-occidentale, comme l'hommage à Oum Kalsoum de la star égyptienne Amal Maher (en) en 2010.

## Directeurs
Le festival a eu successivement pour directeur artistique Peter Diamand (en) (1948–1965), Jaap den Daas (1965–1975), Frans de Ruiter (1975-1985), Ad 's-Gravesande (nl) (1983–1990), Jan van Vlijmen (nl) (1991–1997), Ivo van Hove (1998–2004), Pierre Audi (2005–2014), Ruth Mackenzie (2014-2018), Annet Lekkerkerker (2018-2019) et Emily Ansenk (depuis 2019).
Pierre Audi a travaillé en étroite collaboration avec le coordinateur artistique Lieven Bertels, qui a quitté l'équipe en 2010 pour diriger le Festival de Sydney (en) (de 2012 à 2016). Pierre Audi l'a quittée à son tour en juillet 2014 pour se consacrer à son rôle de metteur en scène et de directeur artistique de l'Opéra national des Pays-Bas. Il a été remplacé pour l'édition 2015 par la Britannique Ruth Mackenzie, ancienne directrice de l'Olympiade culturelle 2012 (en) de Londres.